# Stranger on the shore (single)
Stranger on the shore is een single van Acker Bilk en het Leon Young String Chorale. Het is afkomstig van hun gelijknamige album. Het nummer, voor klarinet en strijkorkest schreef Bilk voor zijn dochter Jenny, hetgeen ook de werktitel van het nummer was. Het nummer werd gebruikt voor de gelijknamige BBC-reeks. De reeks startte op 24 september 1961, de single verscheen in oktober.
Er zijn tal van covers van dit nummer opgenomen, bekendste artiesten daaronder zijn Duke Ellington (versie voor saxofoon), Duane Eddy (versie voor gitaar, 1965) en (een nog softere) Kenny G (versie voor saxofoon, 1999).
Robert Mellin schreef tekst bij het nummer. Ook die versie haalde successen bijvoorbeeld in een uitvoering van Andy Williams (38e plaats in Billboard Hot 100) en The Drifters (73e plaats).

## Hitnotering
Bilk speelde zijn nummer de internationale hitparades in. In het Verenigd Koninkrijk haalde het de tweede plaats. De verkoopcijfers aldaar worden beter weergegeven door hat aantal genoteerde weken: 55. Het werd een van de best verkochte singles in 1961/1962. Een jaar later bereikte het de eerste plaats in de Billboard Hot 100. Voor Nederland en België was het nog te vroeg voor een hitparade.

### NPO Radio 2 Top 2000
Stranger on the shore stond alleen in 2000 in de NPO Radio 2 Top 2000, op plek 1979.